# 제시 (가수)
제시(Jessi, 본명: 제시카 현주 호, 1988년 12월 17일~)는 한국계 미국인 가수이자 래퍼이다. 과거 제시카 H.O라는 예명으로 활동했다가 현재의 예명을 사용 중이다.

## 음반 목록
- 《Get Up》 (2005년)
- 《The Rebirth》 (2009년)
- 《나이고 싶어》 (2015년)
- 《쎈언니》 (2015년)
- 《뒷꿈치 들어》 (2015년)
- 《살찐 사랑》 (2016년)
- 《쾌지나 칭칭나네》 (2016년)
- 《삐빠빠룰라》 (2016년)
- 《K.B.B (가위바위보)》 (2016년)
- 《울리지마》 (2017년)
- 《UN2VERSE》 (2017년)
- 《Who Dat B》 (2019년)
- 《NUNA》(2020년)
- 환불원정대-《Don't touch me》(2020년)
- 《눈누난나》(2020년)
- 《어떤X》 (2021년)
- 《Cold Blooded》(2021년)
- 《Zoom》(2022년)

### OST
- 《화려한 유혹》 OST Part.3 (2015년)
- 《신데렐라와 네 명의 기사》 OST Part.2 (2016년)
- 《우리는 오늘부터》 OST Part.3 (2022년)

### 참여 음반
- 《이승환 - Hwantastic》 (2006년)
  - 《We Are the DreamFactory》
- 《White Romance Vol. 1》 (2007년)
  - 《Christmas Song》
- 《이민호 - Extreme》 (2009년)
  - 《Extreme》
- 《마이티 마우스 - 내비게이션》 (2012년)
  - 《N.O.S.E》
- 《휘성 & 범키 - 얼마짜리 사랑》 (2014년)
  - 《얼마짜리 사랑》
- 《파로 - Code Name : 211》 (2014년)
  - 《No No No》
- 《바스코 - Code Name : 211》 (2015년)
  - 《Bonnie & Clyde》
- 《박진영 - 24/34》 (2015년)
  - 《어머님이 누구니》
- 《산이 - 양치기 소년》 (2015년)
  - 《I Deserve It》
- 《더블 케이 - Never Enough》 (2016년)
  - 《Never enough》
- 《배치기 - 회귀(回歸)》 (2016년)
  - 《술김에》

### 럭키제이
- 《들리니》 (2014년)
- 《No Love》 (2016년)

OST
- 《유혹 OST Part 6》 (2014년)

## 방송 출연

### 예능
- 2015년 Mnet 《언프리티 랩스타》
- 2015년 MBC 《마이 리틀 텔레비전》
- 2015년 MBC 《진짜 사나이》 - 여군특집 3
- 2015년 MBC 《미스터리 음악쇼 복면가왕》 - 나도 미스코리아 <참가자>
- 2016년 SBS 《동상이몽, 괜찮아 괜찮아》
- 2016년 MBC 《듀엣가요제》
- 2016년 KBS2 《언니들의 슬램덩크》
- 2016년 JTBC 《투유 프로젝트 - 슈가맨》
- 2016년 Mnet 《너의 목소리가 보여》
- 2018년 Mnet 《고등래퍼2》
- 2018년 JTBC 《한끼줍쇼》 - 게스트 출연
- 2018년 MBC 《미스터리 음악쇼 복면가왕》 - 가왕으로 신분세탁 빨래요정 <참가자>
- 2019년 MBC 《나 혼자 산다》
- 2020년 SBS 《런닝맨》
- 2020년 KBS2 《악인전》
- 2020년 OLIVE 《밥블레스유 2》 - 19회
- 2020년 SBS 《런닝맨》
- 2020년 MBC 《라디오스타》
- 2020년 MBC 《놀면 뭐하니?》
- 2020년 tvN 《식스센스》 - 고정 출연
- 2020년 MBC 《전지적참견시점》 -게스트
- 2020년 SBS 《미운우리새끼》
- 2020년 KBS 《옥탑방의 문제아들》
- 2020년 JTBC 《아는형님》
- 2020년 SBS 《정글의 법칙》
- 2021년 MBC 《놀면 뭐하니?》
- 2021년 tvN 《식스센스 시즌2》 - 고정 출연
- 2021년 MBC 《구해줘! 홈즈》-게스트
- 2021년 Mnet 《스트릿 우먼 파이터》 -스페셜 심사위원
- 2022년 tvN 《식스센스 시즌3》 - 고정 출연
- 2022년 MBC 《놀면 뭐하니?》
- 2023년 tvN 《놀라운 토요일》- 게스트
- 2023년 KBS2 《더 시즌즈-악뮤의 오날오밤》 - 뮤지션(8회)
- 2023년 SBS 《신발 벗고 돌싱포맨》 111회
- 2023년 유튜브 《핑계고》- 28회
- 2023년 유튜브 《노빠꾸 탁재훈》- 57회
- 2024년 MBC 《놀면 뭐하니?》- 게스트

### Youtube
- 2020년 SBS Mobidic 《제시의 쇼!터뷰》

### 드라마
- 2020년 TV조선 《어쩌다 가족》 - 제시 역

## 광고 출연
- 《현대자동차 투싼 Fever》 (2015년)
- 《롯데하이마트 제시가 제안하는 올여름 에어컨》 (2015년)
- 《질스튜어트 액세서리 '프리즘'라인》 (2015년)
- 《SK텔레콤 T 데이터쿠폰》 (2016년, With 방탄소년단)
- 《G마켓X오션월드 슈퍼브랜드딜》 (2016년)
- 《롯데주류 처음처럼 순하리 와일드 펀치》 (2016년)
- 《에뛰드하우스 글라스틴팅립스톡》 (2017년)
- 《ULU Games 풍신》 (2018년)
- 《xexymix 젝시믹스 워터라인》 (2020년)
- 《네이처메이드 멀티비타민》 (2021년)
- 《버거킹》 (2021년)
- 《은행》 (2021년)
- 《팔도 틈새라면 볶음면》 (2021년)
- 《유라이크》 (2021년)
- 《기적의 검》 (2021년, With 신동엽)

## 수상 내역

### 시상식
- 2016년 스타일 아이콘 아시아 2016: 어썸 스웨거 상
- 2016년 제10회 케이블TV 방송대상 케이블TV 음악PD가 선정한 최고 가수상
- 2020년 엠넷 아시안 뮤직 어워즈 여자 솔로부문 베스트 댄스 퍼포먼스상
- 2020년 SBS 연예대상 여자신인상
- 2021년 제35회 골든디스크 어워즈 베스트 솔로 아티스트상
- 2021년 제30회 하이원 서울가요대상 R&B 힙합상